# 法布里斯·德维涅
法布里斯·德維涅（法語：Fabrice Desvignes，法語發音：[fabʁis deviɲ]；1973年11月29日—）出生於法國上法蘭西大區埃納省的聖康坦，是一位法式料理的廚師。

## 生平
法布里斯·德維涅有位知名的女權主廚母親安妮·德維涅，從小就希望自己能夠成為一名廚師，在十六歲的時候，便會在暑假的時候協助母親，他取得酒店和廚房專業能力證書之後，便前往餐廳進行實習，尤其是在名廚喬治·布朗的廚房當中獲益不少，最後在博里瓦奇日內瓦五星級酒店，以及贝尔纳·拉韦的訓練下，使得他成為一名廚師。
1999年法布里斯·德維涅看到報紙的分類廣告，加入參議院長廚師團的行列，服務廿年之後，2021年法布里斯·德維涅接替紀堯姆·戈麥斯的職務，成為愛麗舍宮行政總廚。
法布里斯·德維涅並沒有因為在公務廚房體系而停止精進，2007年在參議院長廚師團的其他廚師協助下，獲得世界烹飪大賽金獎；2015年法布里斯·德維涅成為參議院長廚師團當中，第三位獲得法國最佳工匠獎烹飪廚師類的得主，使得參議院長廚師團成為著名的廚師夢幻團隊。

## 受獎
- 2007年 世界烹飪大賽金獎
- 2015年 法國最佳工匠獎